# Grumman EA-6 Prowler
Грумман EA-6 «Праулер» (англ. Grumman EA-6 Prowler, «Вор») — палубный самолёт ВМС США, предназначенный для ведения радиоэлектронной борьбы и разведки.

## Общие сведения
Базой при создании EA-6B Prowler послужил другой самолёт компании Grumman — палубный штурмовик A-6 Intruder. При создании машины была увеличена длина фюзеляжа, за счёт чего был увеличен экипаж. Так же при создании самолёта использовался опыт эксплуатации аналогичных по задачам самолётов EA-6A. Первый полет самолёта состоялся 25 мая 1968 года, а уже в 1971 году самолёт поступил на вооружение ВМС США. Экипаж машины состоит из четырёх человек — пилота и трёх офицеров-операторов систем РЭБ. Когда «Проулер» был принят на вооружение, на нём установили тактическую систему установки помех, способную «глушить» сигналы сразу с пяти установок РЛС. Первые 23 самолёта EA-6B имели стандартное оборудование в виде станций радиоэлектронного подавления ALQ-92 и ALQ-99.

## Модернизация и усовершенствованные варианты
В 1973 году было выпущено 25 машин с существенно изменённой по программе EXCAP конструкцией фюзеляжа и новой тактической системой постановки помех ALQ-99A. В 1976 году 45 новых и 17 ранее изготовленных самолётов оснастили индикаторами индивидуальной защиты для подавления вражеских средств управления оружием и системой AN/ALQ-126. 55 оставшихся «Праулеров» вновь модернизировали, установив на них системы постановки помех, способные идентифицировать и отслеживать цели. Эти самолёты были особенно эффективны в комплексе с управляемыми ракетами AGM-88A, которыми они также оснащались.

### Программа ADVCAP
В конце 1980-х «Проулеры» варианта EA-6B были усовершенствованы по программе ADVCAP в двух направлениях. В первую очередь была установлена новая станция постановки помех AN/ALE-39, системы пассивного слежения и подавления сигналов. Программа модернизации авионики привела к оснащению машин EA-6B новыми индикаторами на жидких кристаллах, более мощной РЛС, цифровым автопилотом и системой связи AN/ALQ-19. Улучшение летных характеристик самолёта произошло в ходе реализации программы VEP (программа технической модернизации). На усовершенствованных EA-6B усилена конструкция фюзеляжа, установлены новые закрылки, аэродинамические тормоза и др.
Самолёт присутствует в играх «Tom Clancy`s H.A.W.X» и «Tom Clancy’s Splinter Cell: Chaos Theory».

## Происшествия
- 26 мая 1981 г. самолет EA-6B совершил аварийную посадку на палубу авианосца CVN-68 USS Nimitz, в результате чего погибло 14 человек и было ранено 45.
- 23 февраля 1991 года ударом ракеты AGM-88 с самолёта РЭБ ЕА-6В был случайно уничтожен американской радар контрбатарейной борьбы AN/TPQ-36, один морпех был убит и один был ранен[4].
- 3 февраля 1998 г. во время патрулирования над итальянскими Альпами в районе итальянского горнолыжного курорта Кавалезе EA-6B Prowler из состава Корпуса морской пехоты США оборвал трос канатной дороги. В результате одна кабина упала с высоты около 90 м и разбилась, все 20 находившихся в ней пассажиров погибли. Самолёт получил повреждения крыла, однако сумел приземлиться на американской авиабазе Aviano. В итоге экипаж после долгих судебных разбирательств был оправдан, что вызвало серьёзные напряжения в итало-американских отношениях.
- 11 марта 2013 г. при выполнении планового тренировочного полета в американском штате Вашингтон, EA-6B Prowler (сер. номер 158815) упав на фермерское поле, создал в месте падения огромную воронку. Крушение произошло в сельской местности. Жертвами крушения стали три человека — весь экипаж воздушного судна.[5]

## Списание
13.03.2019 Корпус морской пехоты США списал последний самолет радиоэлектронной борьбы EA-6B "Праулер" (Prowler). Он был приписан к эскадрилье VMAQ-2 на базе Черри-Пойнт в Северной Каролине. Теперь американские морпехи остались без специализированных самолетов радиоэлектронной борьбы.
Морская пехота США приняла самолеты "Праулер" на вооружение в 1977 году. С тех пор она получила 48 таких самолетов. После списания все EA-6B отправлены на хранение, за исключением двух, которые военные передали Национальному музею воздухоплавания и астронавтики в Вирджинии и Музею истоков авиации в Техасе.
Частично функции EA-6B в составе Корпуса морской пехоты США взяли на себя истребители F-35B с укороченным взлетом и вертикальной посадкой.
До 2015 года самолеты радиоэлектронной борьбы "Праулер" использовали также ВМС США. Последний полет EA-6B, принадлежавшего флоту, состоялся 27 июня 2015 года. В общей сложности летательные аппараты такого типа простояли на вооружении морской авиации ВМС США 44 года. Взято с ЦВМП.

## Тактико-технические характеристики
Приведенные характеристики соответствуют модификации EA-6B.
Источник данных: DEPARTMENT OF THE NAVY -- NAVAL HISTORICAL CENTER 

Технические характеристики
- Экипаж: 4
- Длина: 18,1 м
- Размах крыла: 16,15 м
  - сложенного: 7,595 м
- Высота: 4,953 м
- Площадь крыла: 49,14 м²
- Стреловидность по линии 1/4 хорд: 25°
- Коэффициент удлинения крыла: 5,31
- Профиль крыла: NACA 64A005.9 mod - законцовка, NACA 64A008.4 mod - корень крыла
- База шасси: 5,235 м
- Колея шасси: 3,315 м
- Масса пустого: 14 350 кг
- Масса снаряжённого: 14 970 кг
- Нормальная взлётная масса: 27 240 кг (c 5 × ПТБ)
- Максимальная взлётная масса: 29 480 кг
- Масса топлива во внутренних баках: 6 995 кг
- Объём топливных баков: 8 585 л (+ 5 × 1 136 л ПТБ)
- Силовая установка: 2 × ТРД Pratt & Whitney J52-P-8A
- Тяга: 2 × 41,37 кН

Лётные характеристики
- Максимальная скорость: 980 км/ч
- Крейсерская скорость: 759 км/ч (c 5 × контейнерами РЭБ)
- Скорость сваливания: 165-210 км/ч (в зависимости от массы)
- Боевой радиус: 593-620 км (c 5 × контейнерами РЭБ)
- Практическая дальность: 2 898 км (без ПТБ без боевой нагрузки)
- Перегоночная дальность: 3 733 км (с ПТБ без боевой нагрузки)
- Практический потолок: 12 620 м
- Скороподъёмность: 39,27 м/с (без ПТБ без боевой нагрузки с полным запасом топлива)
- Нагрузка на крыло: 497 кг/м² (c 5 × контейнерами РЭБ)
- Тяговооружённость: 0,346 (c 5 × контейнерами РЭБ)
- Длина разбега: 674 м (c 5 × контейнерами РЭБ)
- Длина пробега: 500-564 м (в зависимости от посадочной массы)

Вооружение
- Точки подвески: 5

## Операторы
США — 92 единицы